# El Bosque (Andalúzia)
El Bosque egy község Spanyolországban, Cádiz tartományban. El Bosque Prado del Rey, Zahara de la Sierra, Grazalema, Benaocaz és Arcos de la Frontera községekkel határos. Lakosainak száma 2249 fő (2024).

## Népesség
A település népessége az utóbbi években az alábbiak szerint változott:
| Lakosok száma | 1868 | 1978 | 2024 | 2102 | 2117 | 2069 | 2114 | 2145 | 2223 | 2249 |
|               | 2001 | 2004 | 2006 | 2009 | 2011 | 2014 | 2016 | 2019 | 2021 | 2024 |